# Меголо ди Фондо (Вербано-Кузио-Осола)
Меголо ди Фондо је насеље у Италији у округу Вербано-Кузио-Осола, региону Пијемонт.
Према процени из 2011. у насељу је живело 45 становника. Насеље се налази на надморској висини од 220 м.